# 壱河柳乃助
壱河 柳乃助（いちかわ りゅうのすけ、11月14日 - ）は、日本の漫画家・イラストレーター。血液型はA型。

## 来歴
16歳のときに初投稿作品「天使採用試験進行中！」が新GIガンガン杯佳作を受賞、17歳の若さで「BORN AGAIN」が第6回新世紀マンガ大賞大賞を受賞し、驚異の新人とされた。その後『月刊少年ガンガン』と『ガンガンパワード』に数点の読み切りを掲載。2004年から「ファイナルファンタジー・クリスタルクロニクル〜はてなき空の向こうに〜」を『月刊少年ガンガン』に連載し、2007年から同『月刊少年ガンガン』誌上にて「ブレイド三国志」を連載していた。

## 雑記
初めて描いた漫画のタイトルは「眠れる森の熟女」。
GOD EAT GODのヒロインの描き方が漫画家の桜野みねねに似ている事が指摘され、本人もそのことを自身のHP上で認めた。また、桜野みねねは影響を受けた漫画家の一人として挙げている。

## 作品リスト

### 連載作品
- ファイナルファンタジー・クリスタルクロニクル〜はてなき空の向こうに〜（『月刊少年ガンガン』2004年2月号 - 2005年6月号） - 全3巻 スクウェア・エニックス刊。
- ブレイド三国志（『月刊少年ガンガン』2006年7月号 - 2009年8月号） - 原案・構成：真壁太陽、全8巻 スクウェア・エニックス刊。
- ブレイド三国志外伝（『ガンガンONLINE』2010年2月11日 - 2010年12月16日） - 監修：真壁太陽。
- ガーディアン・ガーデン 〜護り人の庭〜（『ガンガンONLINE』2011年7月7日 - 2012年8月30日） - 既刊1巻 スクウェア・エニックス刊。

### 読み切り
- 天使採用試験進行中！（『ガンガンパワード』2002年春号） - 受賞時は卓田柳之助名義。
- BORN AGAIN（『月刊少年ガンガン』2002年9月号） - 第6回新世紀マンガ大賞大賞。
- ライオンHARD（『月刊少年ガンガン』2002年12月号）
- Winter Age（『ガンガンパワード』2003年冬号）
- ホカケン（『月刊少年ガンガン』2003年7月号）
- GOD EAT GOD（『ガンガンパワード』2003年夏号）
- MECHANICAL ANIMALS（『ガンガンパワード』2003年秋号）
- Fly High（『ガンガンパワード』2005年夏号）
- ブレイド三国志外伝 グリフォン・ブレイド（『ガンガンカスタム』2006年No.1） - 原案・構成：真壁太陽。
- ブレイド三国志特別編 アルティメット ドクターK（『月刊Gファンタジー』2006年12月号） - 原案・構成：真壁太陽。
- ブレイド三国志特別編 STRAY BLUE（『月刊少年ガンガン』2007年1月号） - 原案・構成：真壁太陽、デザイン協力：鈴木次郎。
- ブレイド三国志特別編 サイバーロリータ（『月刊ガンガンWING』2007年3月号） - 原案・構成：真壁太陽、デザイン協力：小島ららこ。
- ブレイド三国志 赤壁（『ガンガン戦-IXA-』2009年冬の陣、2010年夏の陣） - 原案・構成：真壁太陽、全1巻 スクウェア・エニックス刊。

### イラスト
- テーマ「ハロウィン」（ガンガンONLINE2010年10月7日）